# Dactylorhiza foliosa
Dactylorhiza foliosa is een Europese orchidee. 
De soort is endemisch op het eiland Madeira.

## Etymologie en naamgeving
- basioniem: Orchis incarnata var. foliosa Rchb.f. (1851)
- synoniem: Orchis maderensis Summerh. (1948)

De soortaanduiding foliosa is een Latijns bijvoeglijk naamwoord, dat 'bebladerd' betekent.

## Kenmerken
Dactylorhiza foliosa is een overblijvende plant die overwintert door middel van wortelknollen (geofyt). Het is een stevige, tot 70 cm grote plant met een volle stengel, bovenaan gegroefd. De stengel draagt zeven tot zestien stengelomvattende, lancetvormige, glanzend groene en ongevlekte bladeren, de onderste tot 20 cm lang, de bovenste kort en lijkend op de schutbladen. De eigenlijke schutblaadjes zijn groen, en in de regel korter dan de bloemen. De bloeiwijze is een tot 13 cm hoge, kegelvormige, rijkbloemige aar.
De bloemen zijn in verhouding groot, helder tot gevlekt roze of licht purper. De zijdelingse buitenste bloemdekbladen zijn asymmetrisch lancetvormig, gekield, en naar voor gebogen. Het bovenste blad van de buitenkrans vormt samen met de bovenste bloemdekbladen van de binnenkrans een open helmpje.
De lip is ovaal van vorm, vlak uitgespreid, ongelobd tot onduidelijk drielobbig, tot 20 mm lang, met in het midden een verticale plooi, lichtroze, ongevlekt of voorzien van een honingmerk van donkerder roze tot purperen stipjes en lijntjes. De randen van de lip zijn gegolfd en dikwijls teruggeslagen. De middenlob is veel kleiner dan de zijlobben. De spoor is cilindrisch en stomp, recht of iets naar boven buigend, half zo lang als het vruchtbeginsel. 
De bloeitijd is van mei tot juli.

## Habitat
Deze soort komt voor op droge tot iets vochtige, zure bodems in lichte of volledige schaduw, zoals in lichte bossen, laurisilva en rotskloven, op hoogtes van 400 tot 1150 m.

## Verspreiding
D. foliosa  is endemisch in het noorden van het eiland Madeira, waar de plant lokaal voorkomt. Hij is zeer zeldzaam.

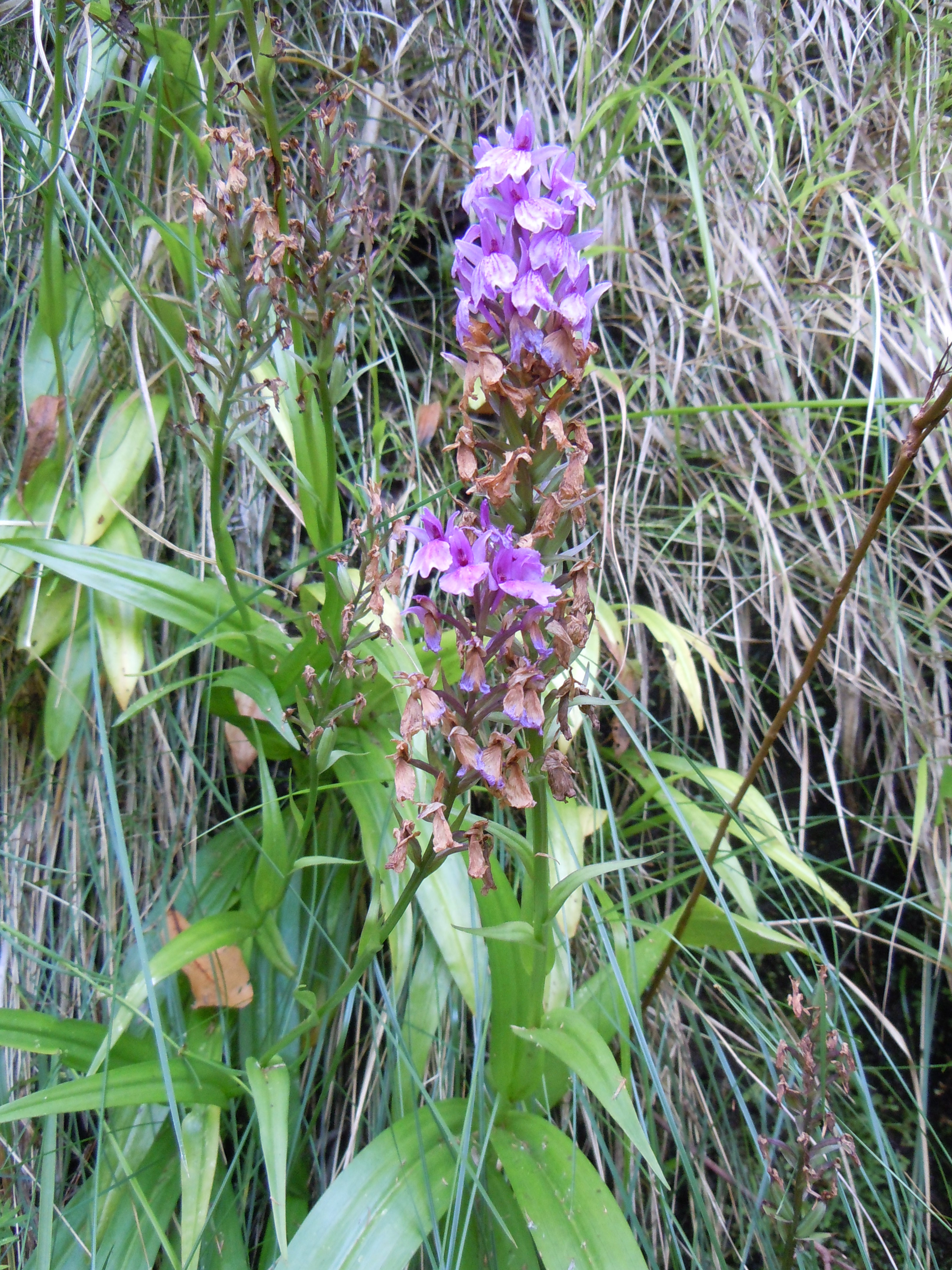
Bijna uitgebloeide plant

D. alpestris · 
D. aristata · 
D. atlantica · 
D. baumanniana · 
D. cordigera · 
D. cyrnea · 
D. czerniakowskae · 
D. durandii · 
D. elata (Grote rietorchis) · 
D. euxina · 
D. foliosa · 
D. francis-drucei · 
D. fuchsii (Bosorchis) · 
D. graggeriana · 
D. hatagirea · 
D. iberica · 
D. incarnata (Vleeskleurige orchis) · 
D. insularis · 
D. isculana · 
D. kafiriana · 
D. kerryensis · 
D. kulikalonica · 
D. lapponica · 
D. maculata (Gevlekte orchis) · 
D. maculata subsp. elodes (Tengere heideorchis) · 
D. maculata subsp. ericetorum (Heideorchis) · 
D. maculata subsp. savogiensis · 
D. magna · 
D. majalis (Brede orchis) · 
D. osmanica · 
D. phoenissa · 
D. praetermissa (Rietorchis) · 
D. praetermissa var. junialis (Gevlekte rietorchis) · 
D. purpurella (Purperrode orchis) · 
D. romana · 
D. russowii · 
D. saccifera · 
D. salina · 
D. sambucina (Vlierorchis) · 
D. sibirica · 
D. sphagnicola (Veenorchis) · 
D. sudetica · 
D. traunsteineri (Smalle orchis) · 
D. traunsteinerioides · 
D. umbrosa · 
D. urvilleana · 
D. viridis (Groene nachtorchis)